# Omgekeerde wereld
Omgekeerde wereld (Engels: The inverted world) is een sciencefictionroman uit 1974 van de Britse schrijver Christopher Priest. De roman verscheen in 1977 in de Born SF-serie van Born NV Uitgeversmaatschappij. Het is gebaseerd op een eerder verschenen kort verhaal van de schrijver.
Het boek werd bij de uitgifte geroemd vanwege de openingszin "Ik had de leeftijd van 1000 kilometer bereikt" ten teken dat er iets ernstig mis in het leven van de hoofdpersoon. Het boek kreeg in 1974 de British Science Fiction Association en was genomineerd voor de Hugo Award.

## Verhaallijn

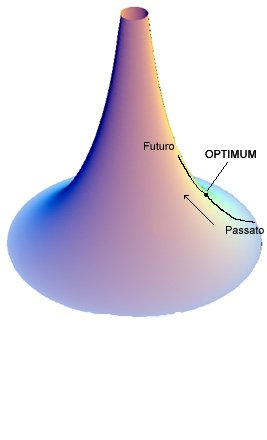
Grafische voorstelling veld
Futuro = toekomst
Passato = verleden

Het boek is verdeeld in een voorwoord en vijf hoofdstukken. Hoofdstukken 1, 3 en 5 zijn geschreven vanuit de hoofdpersoon; hoofdstuk twee door degene die hem volgt door het verleden; voorwoord en hoofdstuk vier zijn geschreven vanuit Elizabeth Kahn (uit de “gewone” wereld). 
Het verhaal speelt zich af rond 2185. In de jaren 70 heeft kernenergie de macht gegrepen als voornaamste energiebron. De voorraad fossiele brandstof was onvoldoende om de groei van de wereldbevolking op te vangen. Het gaat in 1985 mis en grote delen van de wereld raken ontvolkt. De natuurkundige Destaine weet echter een manier om een leefsituatie te creëren door de bouw van een magnetisch veld ergens in China. Dat magnetisch veld "De Stad Aarde en omgeving" is constant in beweging, waarbij de geschiedenis (dus) berekend wordt in de afstand in kilometers in plaats van dagen/jaren. Om die beweging van de Stad Aarde te garanderen is een maatschappij opgericht met een strikte structuur:
- spoorleggersgilde, leden van dit gilde breken het spoor uit het verleden op en leggen hetzelfde matreiaal neer voor de beweging naar de toekomst;
- voorttrekkersgilde; trekken de stad in hun beweging voort;
- toekomstverkennersgilde; doen verkenningstochten om te kijken of er obstakels in het terrein zijn;
- bruggenbouwersgilde; werken in de toekomst als er bijvoorbeeld een rivier het pad van de stad kruist;
- navigators; zorgen voor de juiste route;
- in de stad wonen voornamelijk mannen, de vrouwen worden ter voortplanting “geleend” uit de naburige dorpen die gepasseerd worden.

In deze wereld moet Helward Mann zijn werkzaamheden verrichten als Toekomstverkenner. Hij moet echter eerst het vak leren door de spoorleggers en andere gilden te bezoeken. Het magnetisch veld dat hem omringt heeft een afwijkende tijdstructuur. Alles wat zich in de toekomst van de Stad bevindt is ingedikt, terwijl het terrein achter de stad opgerekt wordt. Hij moet als eerste belangrijke taak werkers en vrouwen terugbrengen naar hun dorpen die de stad in het verleden heeft ingeschakeld. Hij komt er op die manier achter dat hij weliswaar snel de dorpen weet te vinden, maar dat hij de stad nauwelijks weet terug te vinden. Die verplaatst zich immers sneller voorwaarts, dan de geschiedenis van het achterveld. Een tweede taak is het verkennen van het voorterrein, ook daar moet haast gemaakt worden, want de voortbeweging van de stad vreet tijd. Bruggen over rivieren moeten op tijd af zijn, wil de stad de geschiedenis voorblijven. Op een gegeven rijdt Mann zo ver vooruit dat hij op een onoverbrugbare rivier stuit. De definitie van een rivier is dan opgerekt tot een oever aan deze kant, een oever aan de overkant, maar geen oevers links en rechts. Staande bij deze rivier komt hij in contact met iemand uit de “gewone” wereld van de Aarde. Het magnetisch veld heeft haar einde bereikt; ze staat in Portugal aan de oevers van de Atlantische Oceaan en kan dus niet verder. 
De verhaallijn vertoont overeenkomsten met het aanleggen van een spoorlijn in de Verenigde Staten. Een bont gezelschap legde het spoor aan in niemandsland met soms de inschakeling van de plaatselijke bevolking. Zodra het stuk gereed was trok het gezelschap verder en schakelde nieuwe personeel in uit de omgeving, de "oude" plaatselijke bevolking achter zich latend. 